# أورلاندو بارون
أورلاندو بارون (بالإسبانية: Orlando Barone)‏ هو صحفي أرجنتيني، ولد في 5 أكتوبر 1941 في بوينس آيرس في الأرجنتين.